# 귀축 안경 R
《귀축 안경 R》(일본어: 鬼畜眼鏡R)은 2009년 3월 27일에 Spray에서 발매된 보이즈 러브 성인 게임이자, 어드벤처 게임이다.

## 개요
「귀축 안경 R」는 「귀축 안경」의 팬디스크. 2009년 3월 27일에 첫회 한정판이, 2010년 2월 5일에 통상판이 발매. 첫회 한정판은 데지팍크 사양으로 게임 CD2매에 사운드 트랙 CD1매를 더한 CD3 매 셋트.통상판은 사용료 케이스 사양으로, 내용은 게임 CD2 매 셋트.
타이틀의 「R」에는 3개의 의미가 있어, 등장 캐릭터의 한 사람으로 있는 Mr.R의 「R」, Mr.R의 이상으로 하는 세계인 「Ruin」, 그리고 팬의 곁으로 「귀축 안경」이 다시 돌아온 일과 주인공인 사에키 카츠야의 곁으로 안경이 돌아왔다고 하는 의미를 겸한 「Return」이다.